# Teodor Dziabas
Teodor Dziabas (ur. 22 października 1918 w Poznaniu, zm. 15 marca 1958 w Szczecinie) – inżynier instalacji sanitarnych (1951 Politechnika Gdańska), jeden z twórców infrastruktury komunalnej Szczecina po wojnie, ekspert w projektowaniu i koordynacji prac inwestycyjnych. Absolwent Wydziału Drogowo-Wodnego Państwowej Szkoły Budownictwa w Poznaniu.
Przybył do Szczecina w lipcu 1945 r. w grupie „pionierów” Piotra Zaremby, pierwszego prezydenta polskiego Szczecina. Inicjował i realizował odbudowę zniszczonej podczas działań wojennych kanalizacji miejskiej i systemu wodociągów. 
Był w okresie 1945–1950 pierwszym dyrektorem Przedsiębiorstwa Kanalizacji Miejskiej, a później Przedsiębiorstwa Wodociągów i Kanalizacji i Betoniarni Miejskiej. Z polecenia prezydenta nadzorował też prace inwestycyjne dla Zarządu Miasta w ich fazach projektowych, wykonawczych i rozliczeniowych. 
Autor i współautor wielu ważnych inicjatyw w zakresie rozbudowy i modernizacji infrastruktury komunalnej miasta i regionu, zwłaszcza w okresie 1950-1955, a później 1955-1958, gdy kierował kolejno Wojewódzkim Zarządem Przedsiębiorstw i Urządzeń Komunalnych i Wydziałem Gospodarki Komunalnej i Mieszkaniowej Prezydium WRN. 